# 倪龙生
倪龙生（1944年5月—），男，汉族，中华人民共和国政治人物。曾任梧州市人民政府市长，广西壮族自治区质量技术监督局局长，第九届全国人大代表。